# Römisches und Venezianisches Quattrocento (Klimt)
Römisches und Venezianisches Quattrocento ist ein Bild von Gustav Klimt in einem Zwickel- und Interkolumnienpaar der Nordwand (links) im Stiegenhaus (Treppenhaus) des Kunsthistorischen Museums in Wien aus dem Jahr 1891. 

## Entstehung
Klimt führte auch noch weitere Zwickel- und Interkolumnienbilder im Stiegenhaus aus, darunter Griechische Antike und Aegypten, Altitalienische Kunst und Florentinisches Cinquecento und Quattrocento.

## Beschreibung

### Motiv und Darstellungsweise

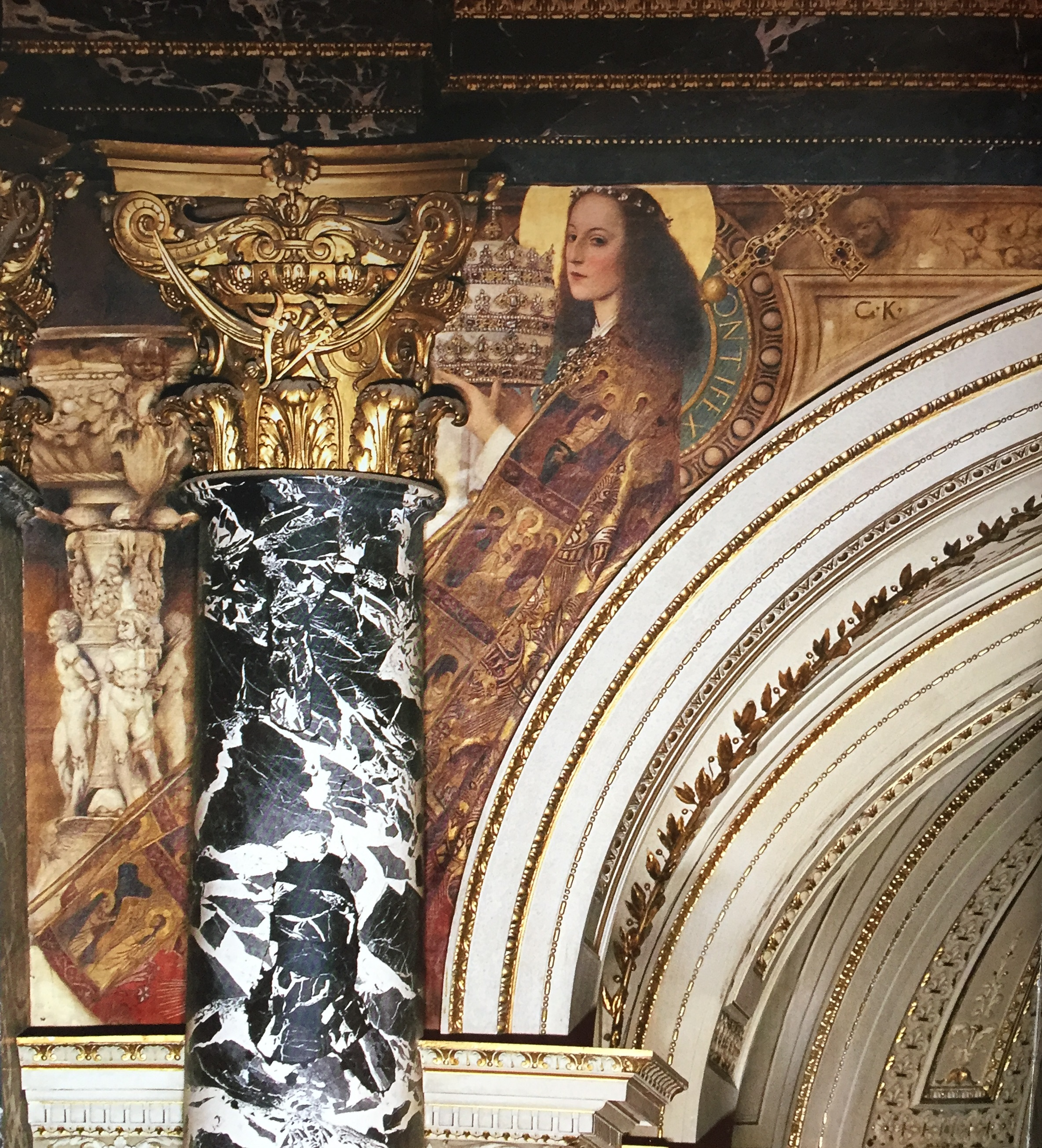
Zwickelbild Römisches Quattrocento mit Interkolumnium

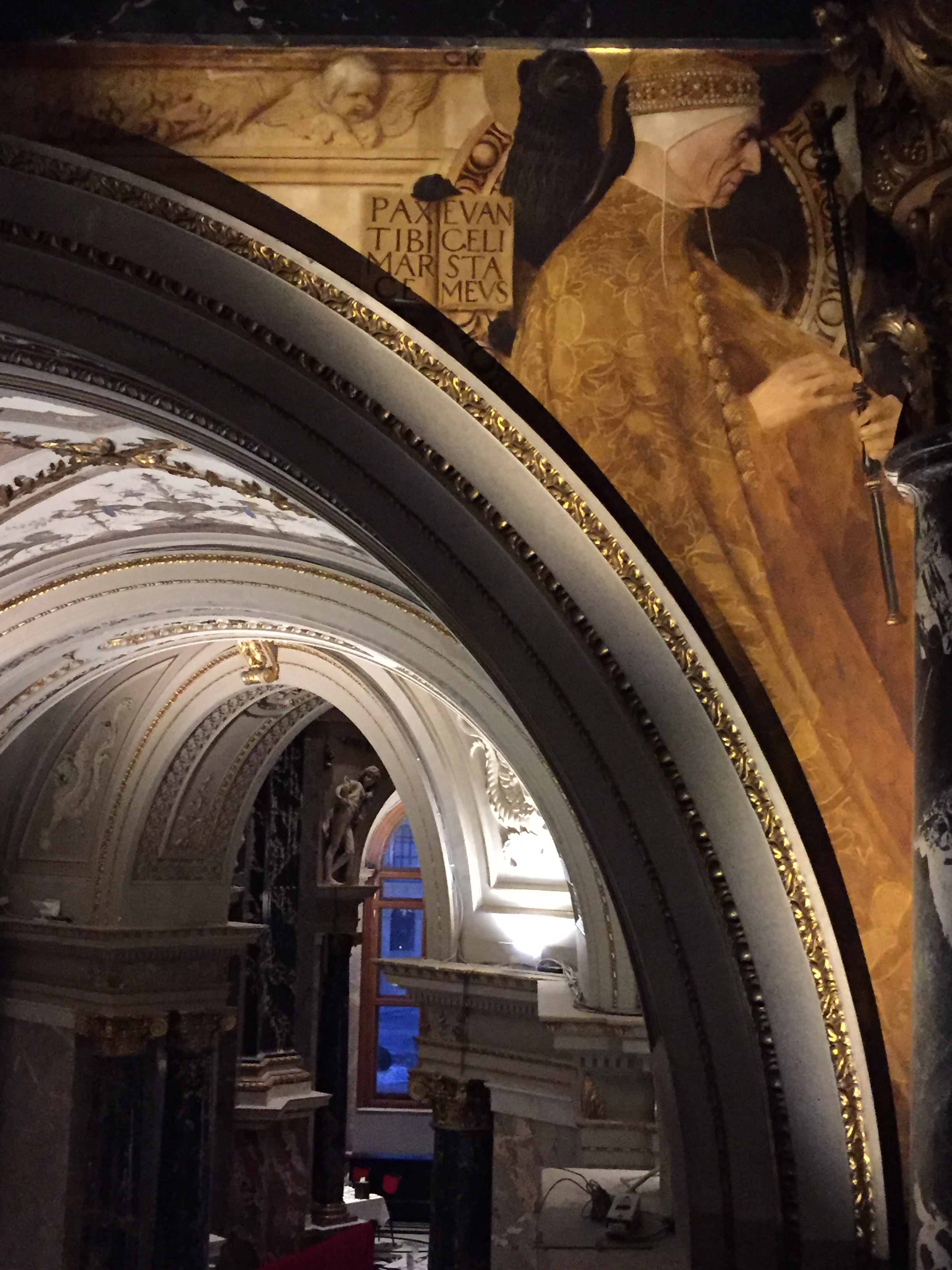
Zwickelbild Venezianisches Quattrocento

Die Bilder sind Allegorien des Quattrocento in Rom und Venedig. Klimt legt sie wie Profilporträts der italienischen Frührenaissance an. Die Körperhaltung ist mit Ausnahme der Köpfe bei beiden Gestalten sehr ähnlich, der Künstler setzt ein an der Symmetrie orientiertes Bildkonzept der Renaissance um. Die im Dreiviertelprofil ausgeführten Figuren stehen je vor einem Tondo sowie Eierstab und wenden einander den Rücken zu, der architektonische Hintergrund ist von Klimt einheitlich konzipiert. Als Farbe verwendet der Künstler hauptsächlich Gold in Kombination mit Ocker- und Brauntönen.
Das Römische Quattrocento wird von einer Frau repräsentiert, die als Ekklesia erscheint und somit das römische Papsttum verkörpert. Die Figur wird von der Seite mit leichter Drehung des Kopfes zum Betrachter gezeigt. Sie trägt einen Heiligenschein sowie eine mit aufwendigen Stickereien szenischer Darstellungen verzierte Pluviale, deren unterer Teil mit rotem Mantelsaum bis ins links angrenzende Interkolumnium reicht. In diesem Interkolumnium ist ein Renaissance-Taufbecken dargestellt, an dessen Sockel Skulpturen gefesselter Männer erkennbar sind. Ekklesia hält vor sich eine Tiara, an ihrer rechten Schulter lehnt ein Prozessionskreuz. Auf dem Tondo im Hintergrund ist die Aufschrift Pontifex zu lesen. Das bläuliche Zentrum des Tondos sowie der rote Mantelsaum bilden zueinander einen farblichen Kontrast. 
Im Venezianischen Quattrocento zeigt Klimt einen Dogen im reinen Seitenprofil, dessen Kopf und Blick leicht nach unten gerichtet sind. Er trägt einen Mantel aus goldfarbenem Brokatstoff mit runden Knöpfen, den sog. campanoni d’oro. Sein Haupt wird von der Zogia bedeckt, darunter sieht man eine Cuffia. In der Farbgebung des Dogen verzichtet Klimt auf stärkere Kontraste. Hinter dem Dogen ist ein mit Nimbus gemalter Markuslöwe zu erkennen. In seinen Pranken hält dieser ein goldenes Buch mit der Inschrift: „PAX TIBI MARCE EVANGELISTA MEUS“ (Friede sei mit dir, Markus, mein Evangelist).

### Deutung
Der Blick, den die Ekklesia dem Betrachter zuwirft, wirkt einerseits wie mädchenhafte Schüchternheit, kann andererseits aufgrund der seitlichen Kopfhaltung aber auch als Drohung wahrgenommen werden. Die Ausbreitung des Vespermantels in das angrenzende Interkolumnium symbolisiert vermutlich die weite Verbreitung der Kirche. Die auf dem Sockel des Taufbeckens angebundenen Männer stellen wohl die gefesselten und durch das Sakrament der Taufe befreiten Seelen dar. Die Tatsache, dass Ekklesia und Doge einander den Rücken zuwenden, weist wahrscheinlich auf den Konkurrenzkampf zwischen Rom und Venedig im 15. Jahrhundert hin. Die dominierende Farbe Gold steht für geistliche und weltliche Macht.

### Parallelen zu anderen Kunstwerken
Das Gesicht der Ekklesia weist starke Ähnlichkeit mit einem der Zwei Mädchen mit Oleander (1890) auf, einem im selben Jahr wie die Entwürfe für die Zwickel- und Interkolumnienbilder entstandenen Gemälde Klimts. Das Prozessionskreuz im Römischen Quattrocento ähnelt dem Heinrichskreuz aus dem Basler Münsterschatz, die Tiara vor Ekklesia einer Pius IX. im Jahr 1877 geschenkten Papstkrone. Gesichtszüge und Kleidung des Dogen gleichen der Erscheinung Leonardo Loredans auf einem Porträt von Giovanni Bellini. Die Gestalt des Löwen erinnert an die bekannte Skulptur auf der Piazzetta in Venedig.

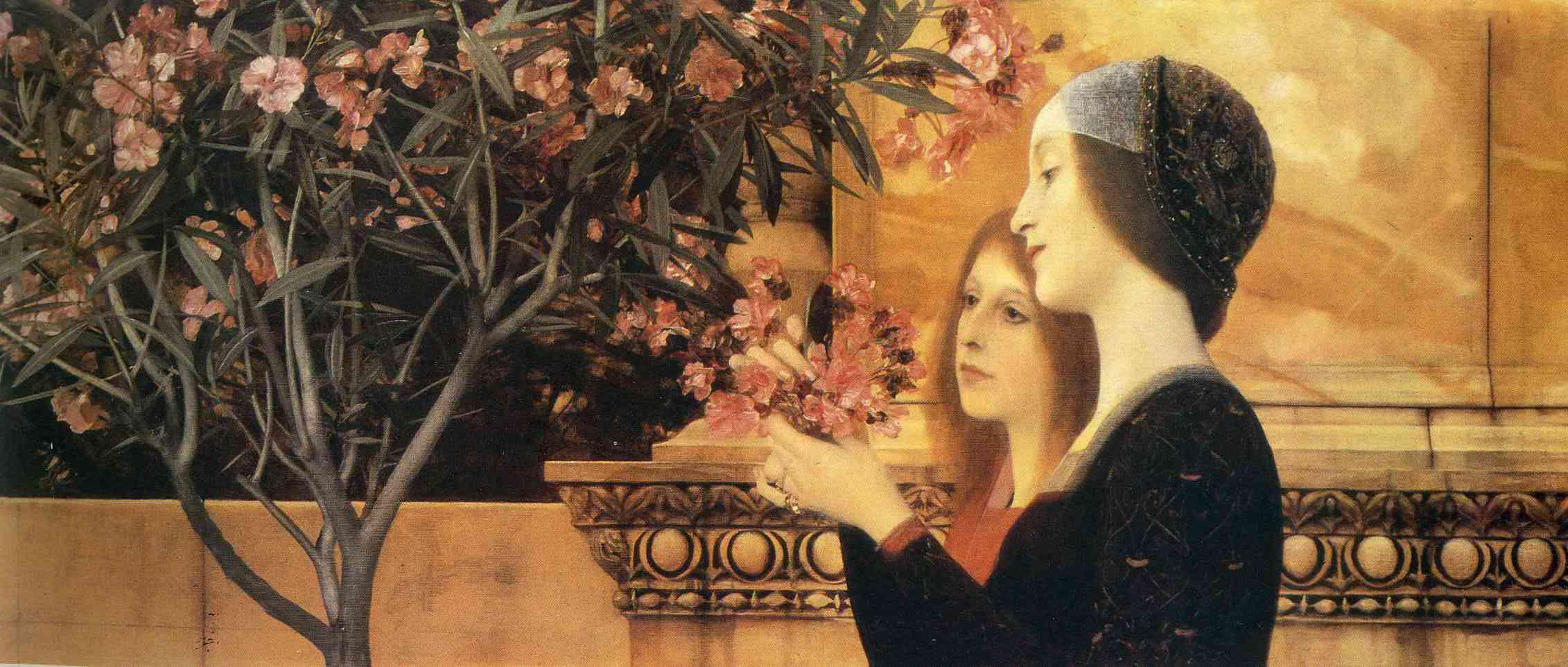
G. Klimt: Zwei Mädchen mit Oleander (1890)
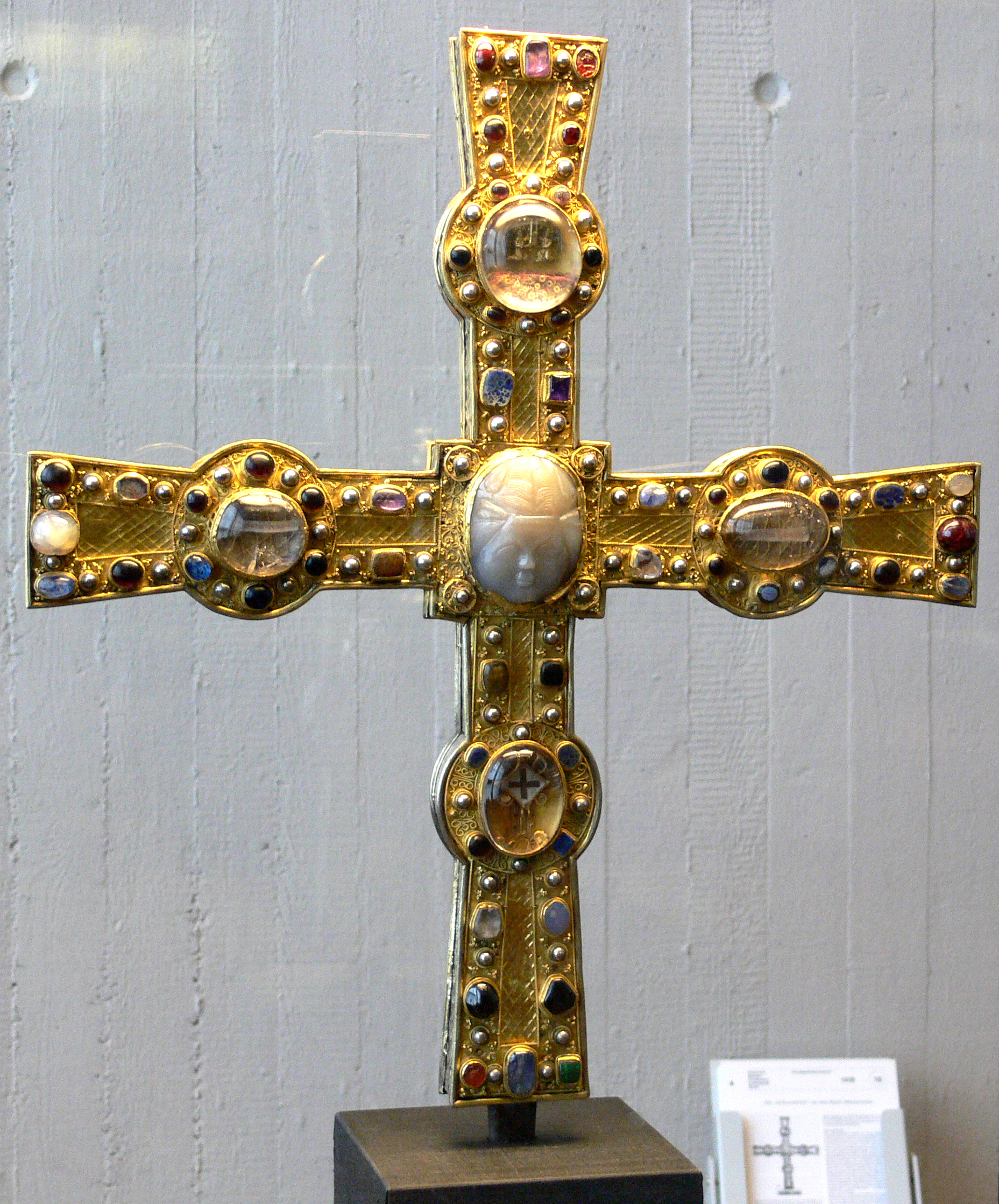
Heinrichskreuz, Basler Münsterschatz
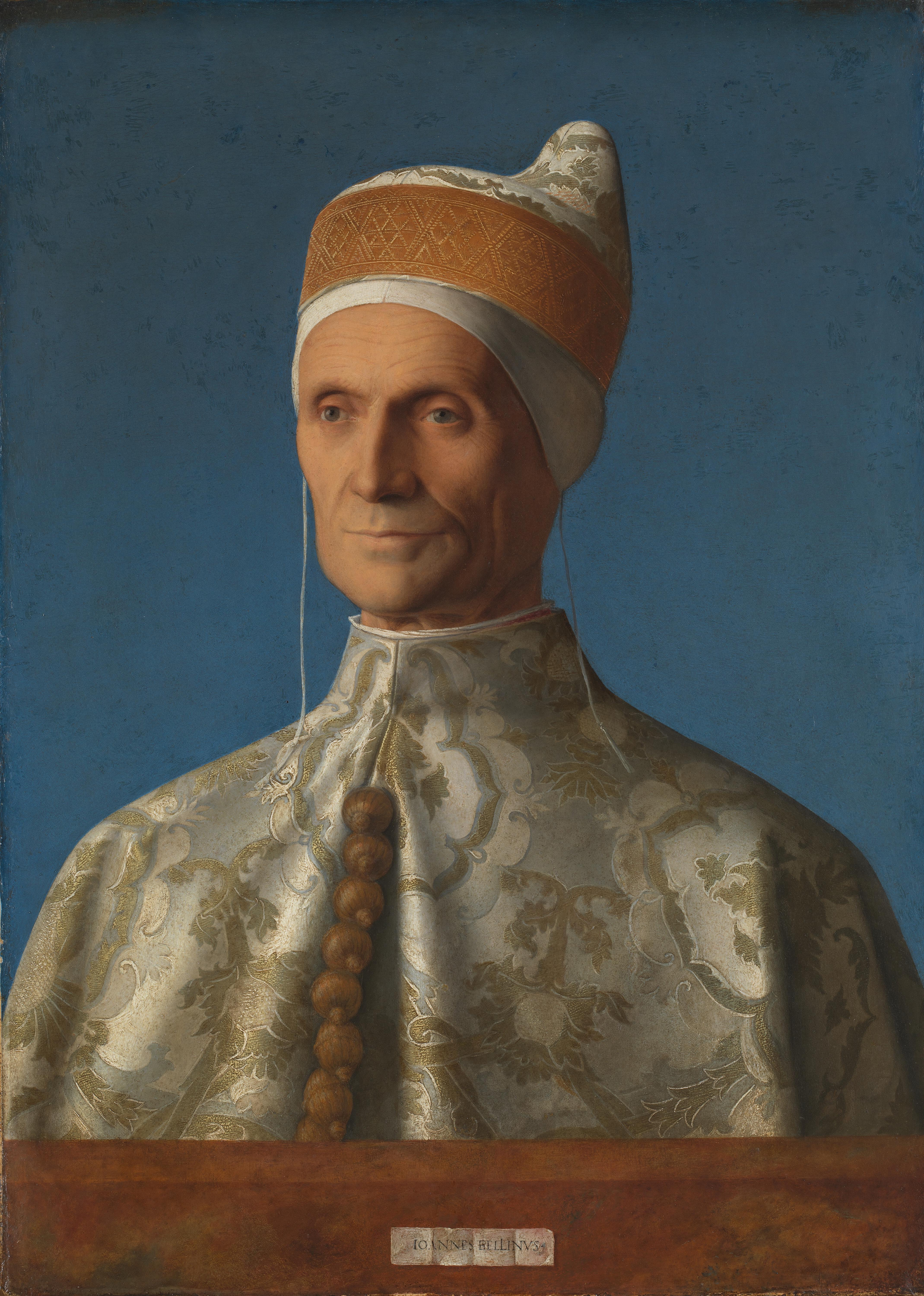
G. Bellini: Porträt von Leonardo Loredan (1501, National Gallery, London).
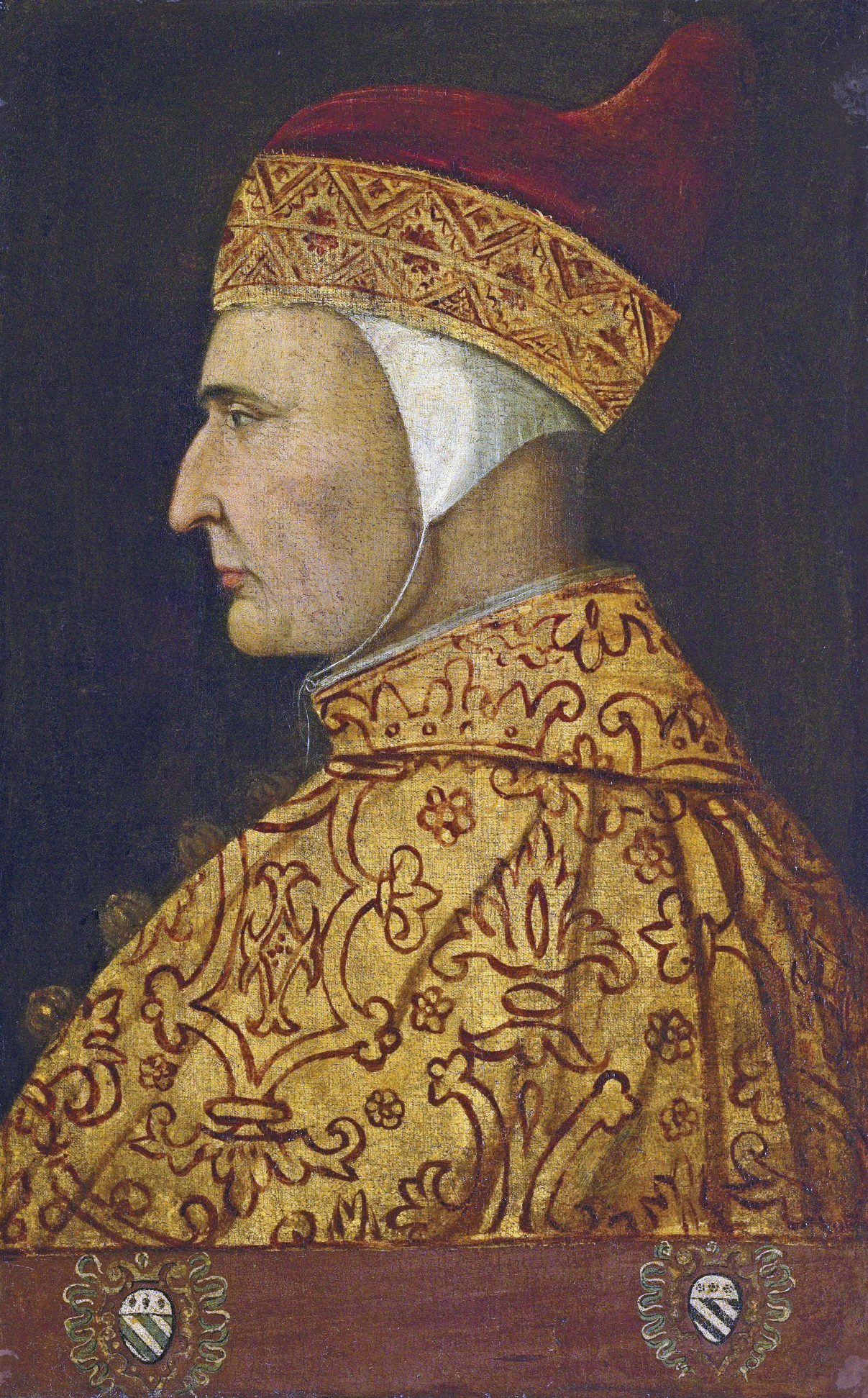
Anonym. Doge Cristoforo Moro
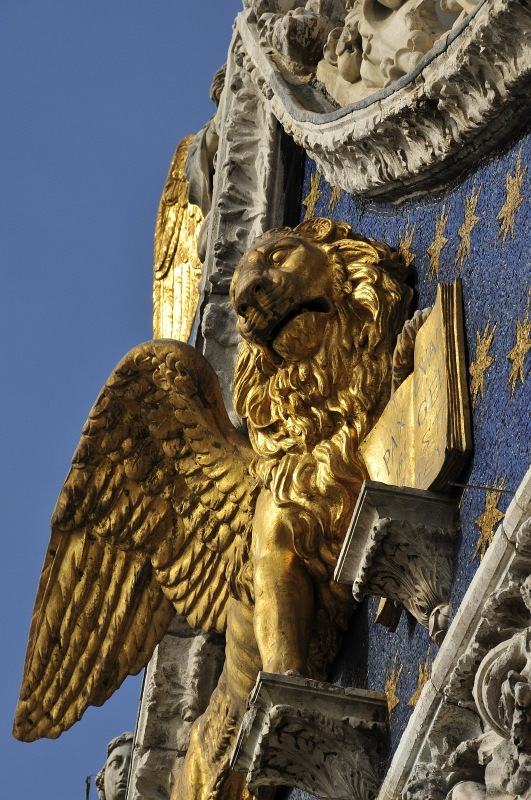
Geflügelter Markuslöwe in Venedig